# Cemitério do Batalhão
Cemitério do Batalhão é uma necrópole localizado na cidade de Campo Maior, no estado do Piauí. Também é conhecido como Monumento do Jenipapo.

## Histórico
Criado em 1823, o cemitério guarda os restos mortais dos heróis da Batalha do Jenipapo e suas sepulturas são marcadas apenas por montes de pedras soltas e cruzes de madeiras, sem inscrição ou qualquer adorno.
Em 1938, foi tombamento pelo Instituto do Patrimônio Histórico e Artístico Nacional (Iphan) e em 1990, foi declarado Monumento Nacional.

## Homenagem filatélica

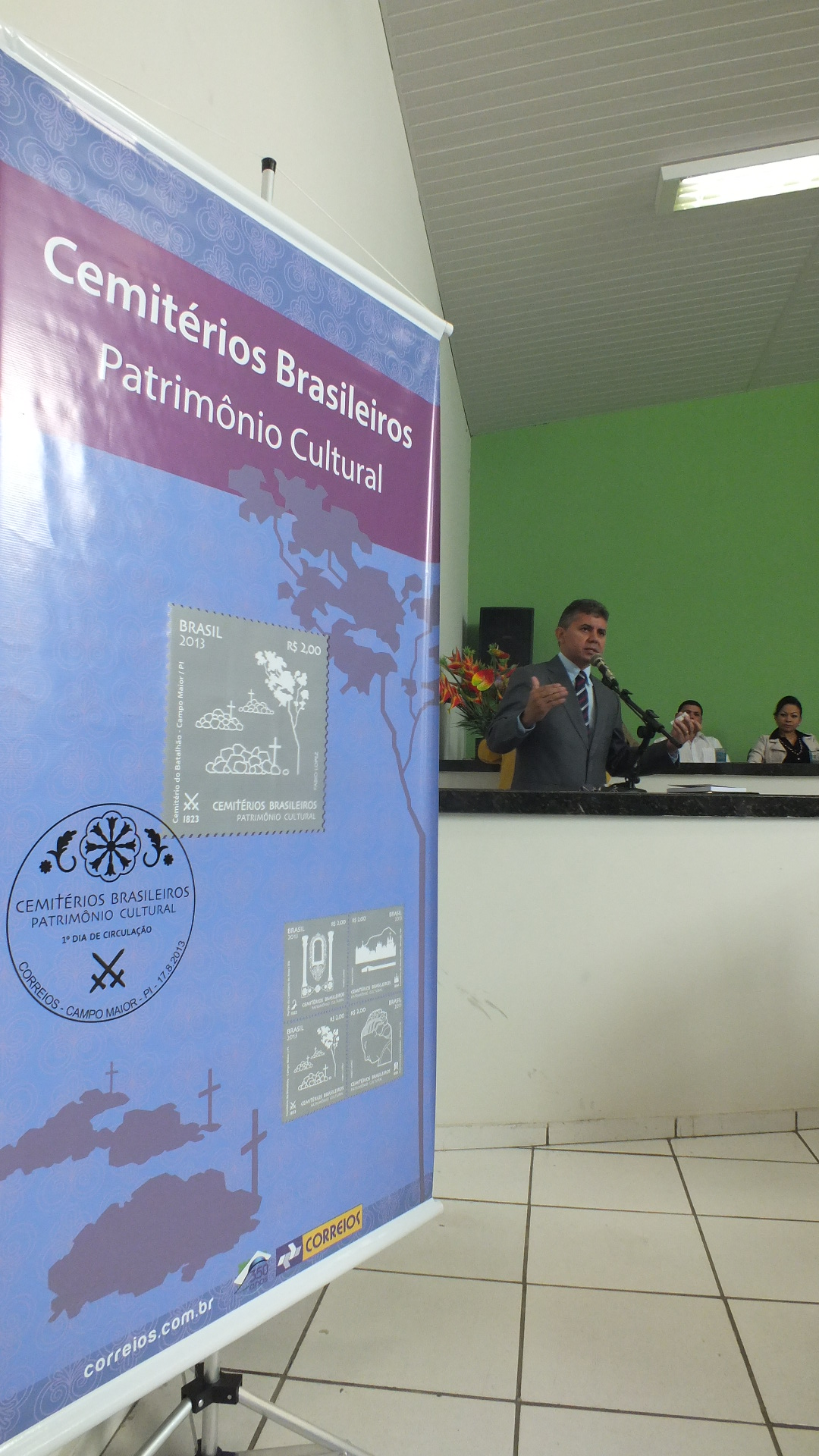
Lançamento do selo na Câmara Municipal de Campo Maior, em 17 de agosto de 2013.

Em 2013, os Correios do Brasil lançou selos postais comemorativos homenageando quatro cemitérios brasileiros que fazem parte da relação de patrimônio federal pelo Instituto do Patrimônio Histórico e Artístico Nacional. Além do Cemitério do Batalhão, também foram homenageados o Portão do Cemitério de Arez (Arez-RN), o Cemitério de Santa Isabel de Mucugê (Bahia) e o Cemitério de Nossa Senhora da Soledade (Belém-PA).